# Megacriodes saundersii
Megacriodes saundersii är en skalbaggsart som beskrevs av Francis Polkinghorne Pascoe 1866. Megacriodes saundersii ingår i släktet Megacriodes och familjen långhorningar. Inga underarter finns listade i Catalogue of Life.